# Région de recensement de Valdez-Cordova
La région de recensement de Valdez-Cordova (Valdez-Cordova Census Area en anglais) est une région de recensement de l'État d'Alaska aux États-Unis, partie du borough non-organisé.

## Villes qui dépendent de cette région
- Chenega
- Chisana
- Chistochina
- Chitina
- Copper Center
- Copperville
- Cordova
- Gakona
- Glennallen
- Gulkana
- Katalla
- Kenny Lake
- McCarthy
- Mendeltna
- Mentasta Lake
- Nabesna
- Nelchina
- Paxson
- Silver Springs
- Slana
- Tatitlek
- Tazlina
- Tolsona
- Tonsina
- Valdez
- Whittier
- Willow Creek

## Îles
- Île Middleton

## Rivières et glaciers
- Glacier Tazlina
- Glacier Meares
- Tazlina Lake
- Rivière Tazlina

## Démographie
| 1960  | 1970  | 1980  | 1990  | 2000   | 2010  |
| ----- | ----- | ----- | ----- | ------ | ----- |
| 2 844 | 3 098 | 8 348 | 9 952 | 10 195 | 9 636 |